# Mega Man Xtreme
Mega Man Xtreme, in Giappone Rockman X: Cyber Mission (ロックマンX サイバーミッション?, Rokkuman Ekkusu: Saibā Misshon), è un videogioco sviluppato dalla Capcom, pubblicato il 20 ottobre 2000 in Giappone, l'11 gennaio 2001 in Nord America e il 24 agosto 2001 in Europa.

## Modalità di gioco
Il gameplay del gioco consiste nel sconfiggere i boss di fine livello per poi arrivare a Techno, nemico di X.
Esistono tre livelli di difficoltà.

## Trama
Un gruppo di hacker Maverick ha infettato il computer Madre del mondo, facendo impazzire i reploidi. Adesso tocca a  X salvare il cyberspazio.